# Amerikanische Aufstellung

Sinfonieorchester: Die heute international übliche „amerikanische“ Orchesteraufstellung

Als amerikanische Aufstellung wird eine bestimmte Sitzanordnung eines Sinfonieorchesters beschrieben. Der wichtigste Unterschied zwischen der amerikanischen Aufstellung und der deutschen Aufstellung besteht in der Sitzanordnung der Violinen: Bei der amerikanischen Aufstellung sitzen die zweiten Violinen neben den ersten Violinen, die weiteren Streichergruppen folgen von links nach rechts.
Die amerikanische Aufstellung hat sich weltweit bei vielen Orchestern durchgesetzt. Vor allem für Werke in historischer Aufführungspraxis wird jedoch nach wie vor die deutsche Aufstellung bevorzugt.